# Acaena
Acaena és un gènere de plantes pertanyent a la família Rosaceae. Comprèn 100 espècies que es distribueixen per l'hemisferi sud, principalment a Nova Zelanda, Austràlia i a Sud-amèrica, unes poques espècies s'estenen a l'hemisferi nord, amb A. pinnatifida a Califòrnia i A. minsa a Hawaii.

## Descripció botànica
Són herbes perennes i arbustos amb fulles alternes de 4-15 cm de longitud, pinnades o gairebé amb 7-21 fulles. Les flors es produeixen en inflorescències globoses d'1-2 cm de diàmetre, sense pètals. Els fruits són també densos globus amb moltes llavors; en moltes espècies (però no totes) les llavors porten una punta de fletxa amb pues, la punta de la llavors forma una rebava que s'adhereix a la pell dels animals o plomes per a la seva dispersió.
Diverses espècies d'Acaena a Nova Zelanda es coneixen amb el nom comú bidibid. La paraula s'escriu de diferents maneres bidi-bidi, biddy-biddy, biddi-biddi, biddi-bid i una sèrie d'altres variacions. Aquests noms són la interpretació anglesa del nom maori original de piripiri. La planta també s'anomena rebava de Nova Zelanda. L'espècie Acaena microphylla ha guanyat el Award of Garden Merit de la Royal Horticultural Society.

## Etimologia
El nom genèric Acaena deriva del grec "akaina" (espina), referint-se a l'espinosa Hipant.

## Taxonomia
A partir del 2020, Plants of the World Online va acceptar les espècies següents:
- Acaena anserinifolia (J.R.Forst. & G.Forst.) Druce
- Acaena argentea Ruiz & Pav.
- Acaena buchananii Hook. f.
- Acaena echinata Nees
- Acaena elongata L.
- Acaena eupatoria Schltdl.
- Acaena exigua A.Gray
- Acaena lucida (Lam.) Vahl
- Acaena macrostemon Hook.f.
- Acaena magellanica (Lam.) Vahl
- Acaena microphylla Hook.f.
- Acaena myriophylla Lindl.
- Acaena novae-zelandiae Kirk
- Acaena ovalifolia Ruiz i Pav.
- Acaena ovina A.Cunn.
- Acaena pallida (Kirk) Allan
- Acaena pinnatifida Ruiz & Pav.
- Acaena platyacantha Speg.

## Espècies invasores
Algunes espècies s'han introduït accidentalment a altres zones, units a la llana d'ovella, i s'han convertit en espècies invasores. Acaena novae-zelandiae, un dels bidíbids de Nova Zelanda, és l'espècie més comuna que es troba al Regne Unit, on sovint és abundant a les dunes de sorra costaneres, expulsant la vegetació autòctona. i creant una molèstia sovint dolorosa amb les rebaves de pues. A Califòrnia, A. pallida, A. novae-zelandiae i A. anserinifolia es consideren males herbes greus.